# 伊夫朗舍
伊夫朗舍（法語：Yvrencheux，法語發音：[ivʁɑ̃ʃø]）是法国上法蘭西大區索姆省的一个市镇，属于阿布维尔区。

## 地理
伊夫朗舍（50°10'54"N, 1°59'32"E）面积6.01 平方千米，位于法国上法蘭西大區索姆省，该省份为法国北部沿海省份，北起加来海峡省和北部省，西接滨海塞纳省和大西洋英吉利海峡，南至瓦兹省，东临埃纳省。
与伊夫朗舍接壤的市镇（或旧市镇、城区）包括：加佩讷、努瓦耶勒昂绍塞、奥讷、伊夫朗什。

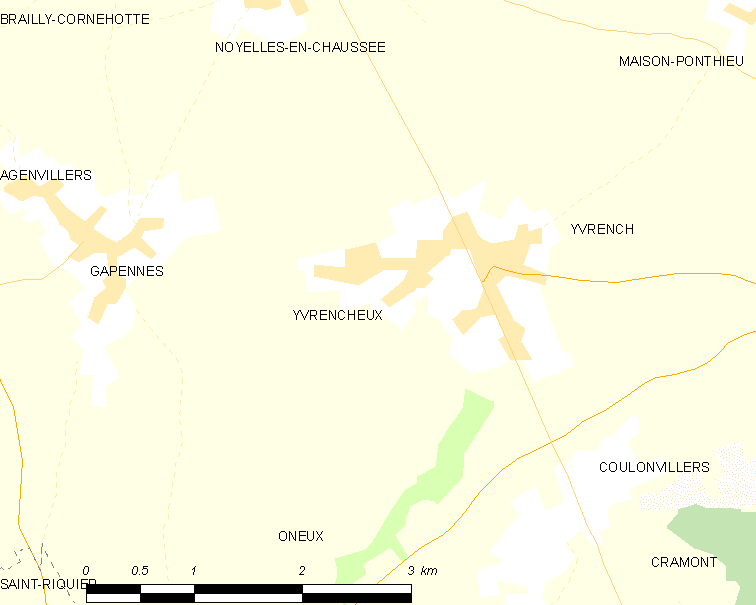
伊夫朗舍的OSM定位图

伊夫朗舍的时区为UTC+01:00、UTC+02:00（夏令时）。

## 行政
伊夫朗舍的邮政编码为80150，INSEE市镇编码为80833。

## 政治
伊夫朗舍所属的省级选区为吕镇县。

## 人口

1962-2008年间伊夫朗舍人口变化图示

伊夫朗舍于2022年1月1日时的人口数量为126人。